# Zisa (divinità)
Zisa (nota anche come Cisa) è una divinità femminile del paganesimo germanico associata con la tribù dei Suebi stanziati ad Augusta, in Germania. Zisa viene citata in un manoscritto databile tra il XII ed il XIV secolo che tratta di una vittoria contro l'impero romano attribuita a Zisa. L'anniversario di questa vittoria veniva celebrato il 28 settembre, e prevedeva giochi ed allegria.
Jacob Grimm propone una relazione tra Zisa e l'Iside citata da Tacito nel De origine et situ Germanorum, basandosi sulla somiglianza dei nomi, se non sulle loro qualità. Zisa è una copia etimologica di Týr o Ziu, e lo stesso Grimm ipotizza che Zisa possa rappresentare la moglie di Tyr, mai nominata e descritta nella stanza 40 dell'Edda poetica Lokasenna, risalente al XIII secolo.